# Francesco Boffo
Francesco Boffa (in russo Франц Карлович Боффо?, Franc Karlovič Boffo; Montagnola, 5 settembre 1796 – Cherson, 10 novembre 1867) è stato un architetto svizzero, che disegnò moltissimi edifici in stile neoclassico italiano nella città di Odessa (Ucraina) tra il 1818 e il 1861, inclusa la famosa scalinata Potëmkin.
Secondo Ettore Lo Gatto, egli sarebbe originario della Sardegna, mentre Ferdinando Crivelli lo riterrebbe appartenente alla famiglia Boffa originaria di Arasio, già frazione di Montagnola e oggi di Collina d'Oro.

## Biografia

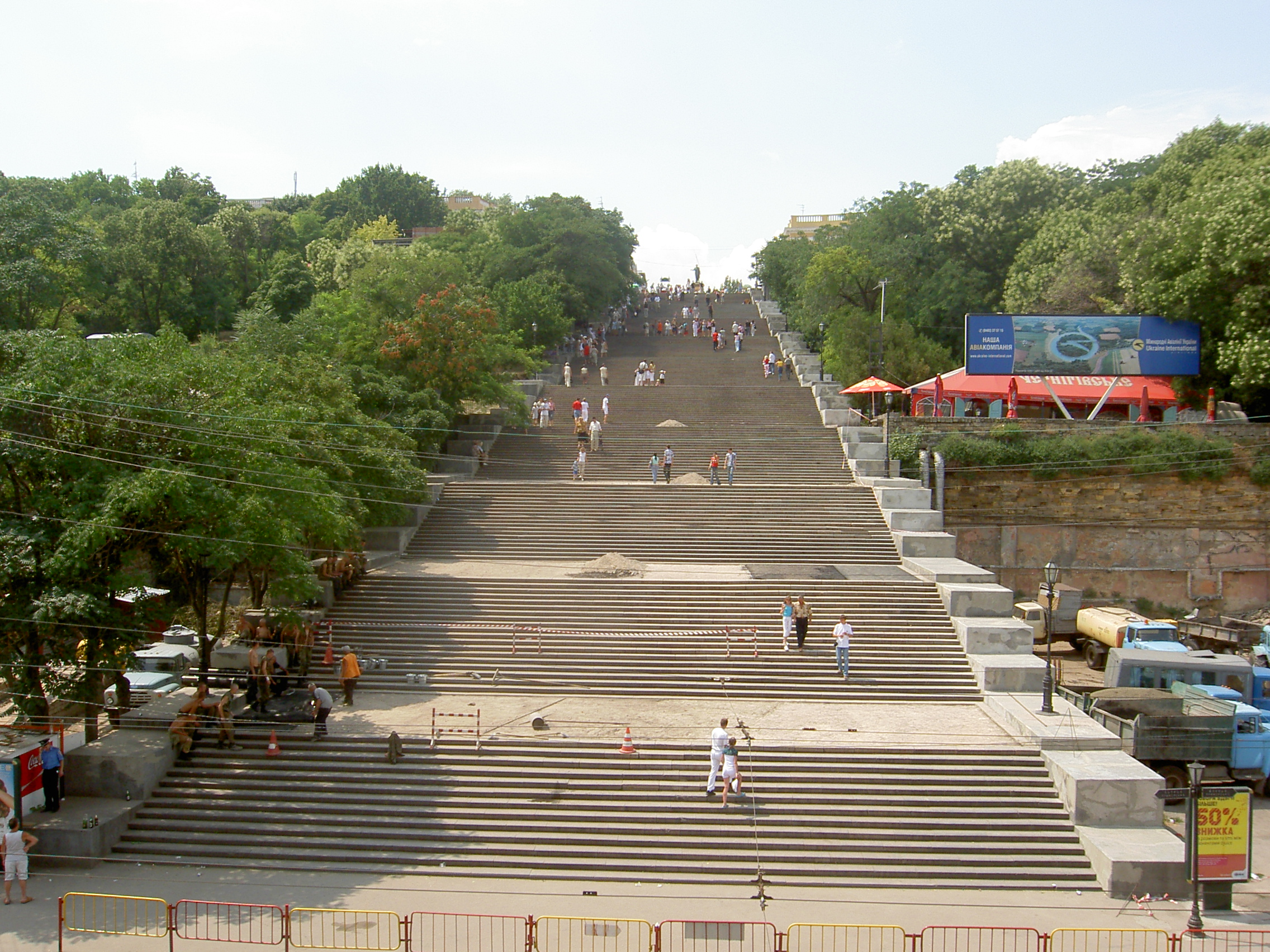
La scalinata Potëmkin a Odessa.

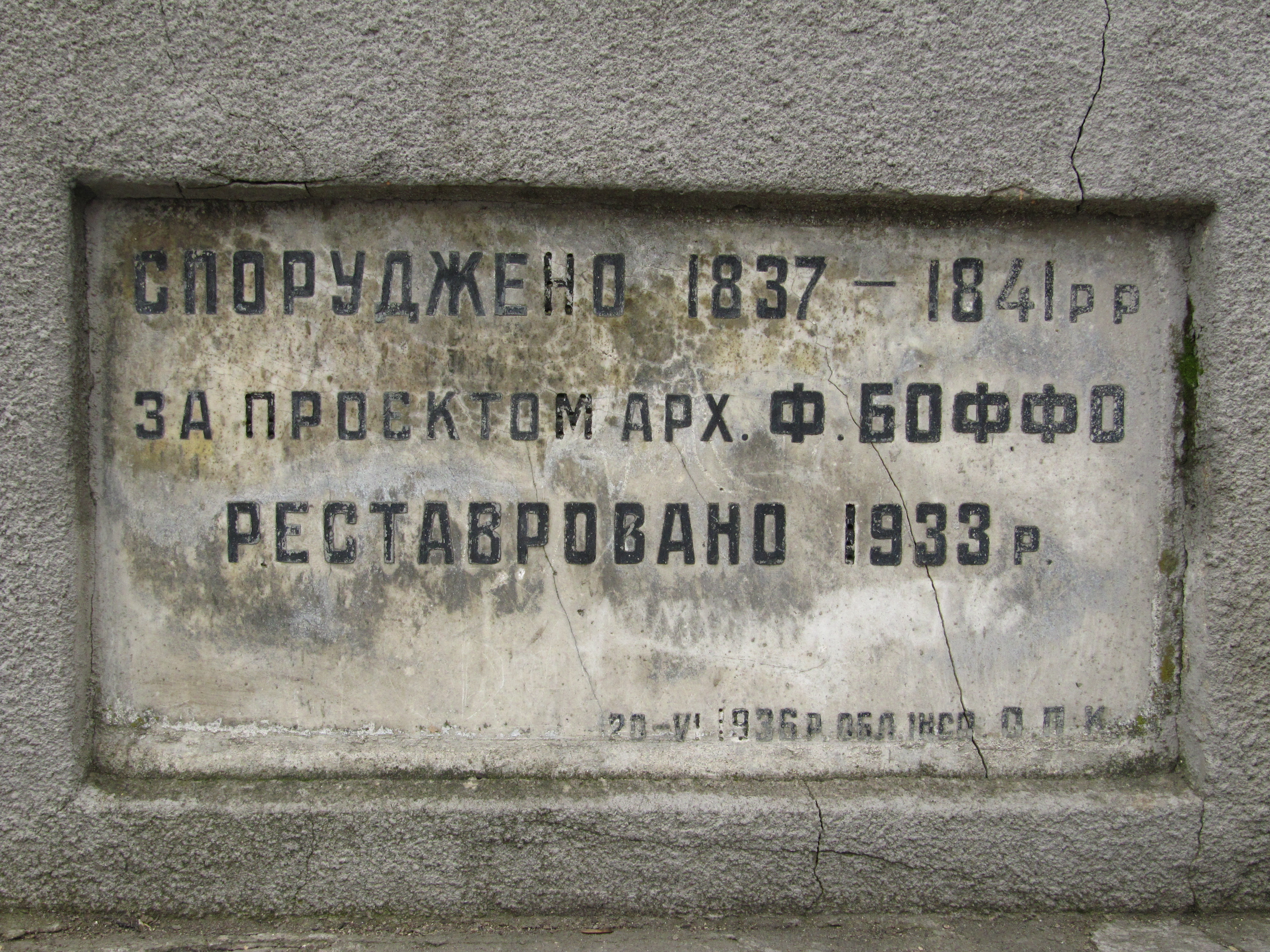
Lapide commemorativa installata nel 1936 in cima alla scalinata in piazza Potëmkin: "Costruito nel 1837-1841 da progetto arch. F. Boffo. Restaurato nel 1933"

Boffa, cognome tramutato in Boffo, per assecondare la lingua locale, fu apprendista presso un architetto di Arasio nel Canton Ticino. Dopo gli studi presso l'Università degli Studi di Torino, entrò in servizio come architetto della nobile famiglia Potocki in Polonia. Fu in seguito capo architetto del comune di Odessa tra il 1822 e il 1844 e fu a servizio anche del conte Michail Semënovič Voroncov e di sua moglie Elisabetta Branicka. Boffo fu responsabile della trasformazione di Odessa in un museo a cielo aperto dell'architettura neoclassica, rivaleggiando con San Pietroburgo nel nord dell'Impero russo.
Tra le opere più importanti, si ricordano i palazzi Potocki (attuale Museo d'arte di Odessa), Scidlovskij e Voroncov (palazzo dei Pionieri) a Odessa ed il palazzo Zarnomskij a Beršad' (1817), famoso per la sua somiglianza con la Casa Bianca. La scalinata Potëmkin, il progetto più ambizioso di Boffo, venne modellata sulla precedente scalinata Depaldo disegnata da lui nella città di Taganrog nel 1823. Boffo concepì anche la colonna-memoriale alta 22 metri della battaglia di Cahul. Costruì anche l'albergo Londonskaja nel 1826-1828 (inizialmente come residenza privata) in stile neorinascimentale italiano.
L'architetto morì nel 1867 a Cherson e venne seppellito nel primo cimitero cristiano di Odessa (distrutto nel 1930).

## Galleria d'immagini

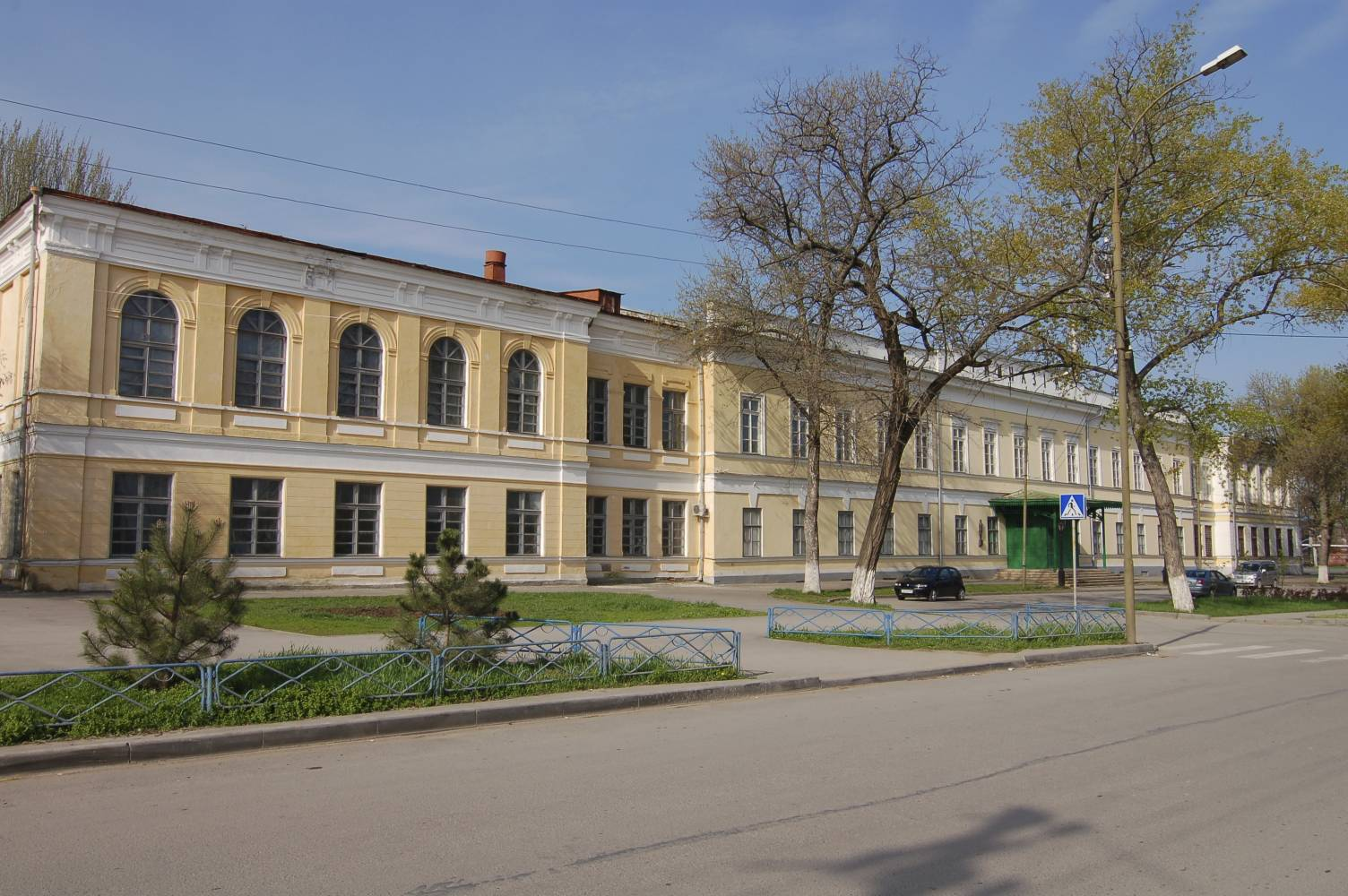
Il Ginnasio Cecov (Taganrog)
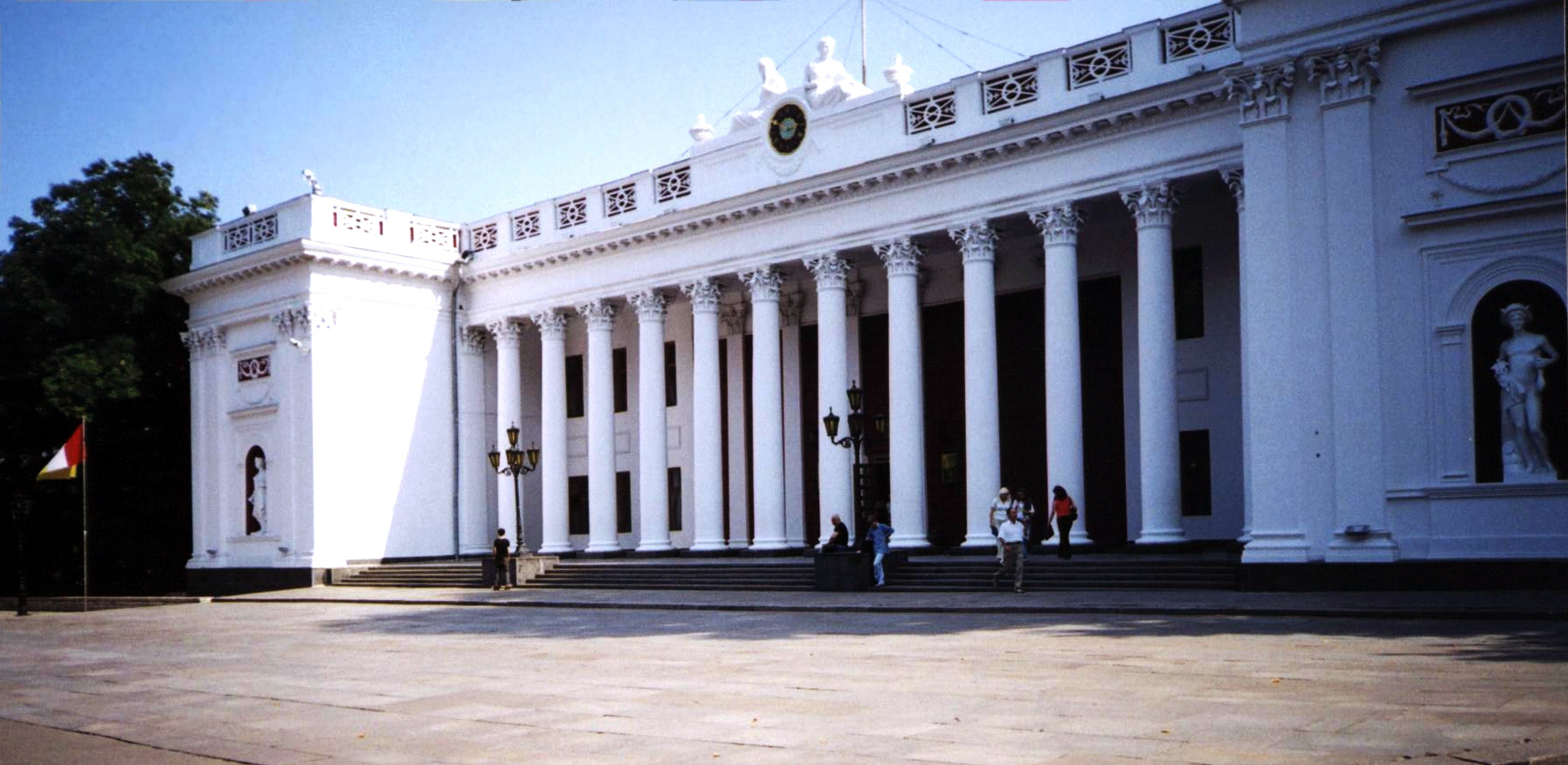
Municipio di Odessa
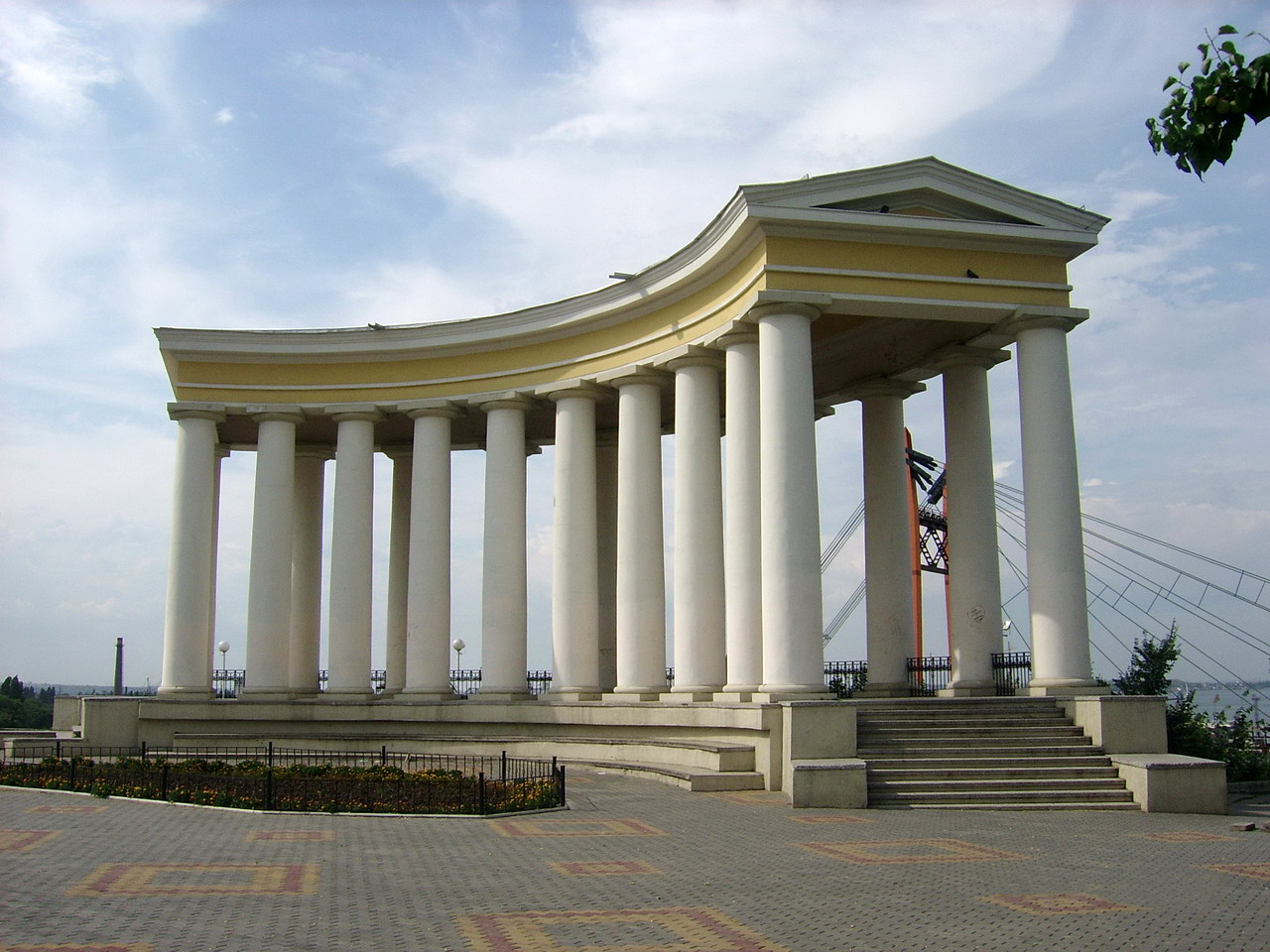
Colonnato semicircolare sovrastante il porto di Odessa
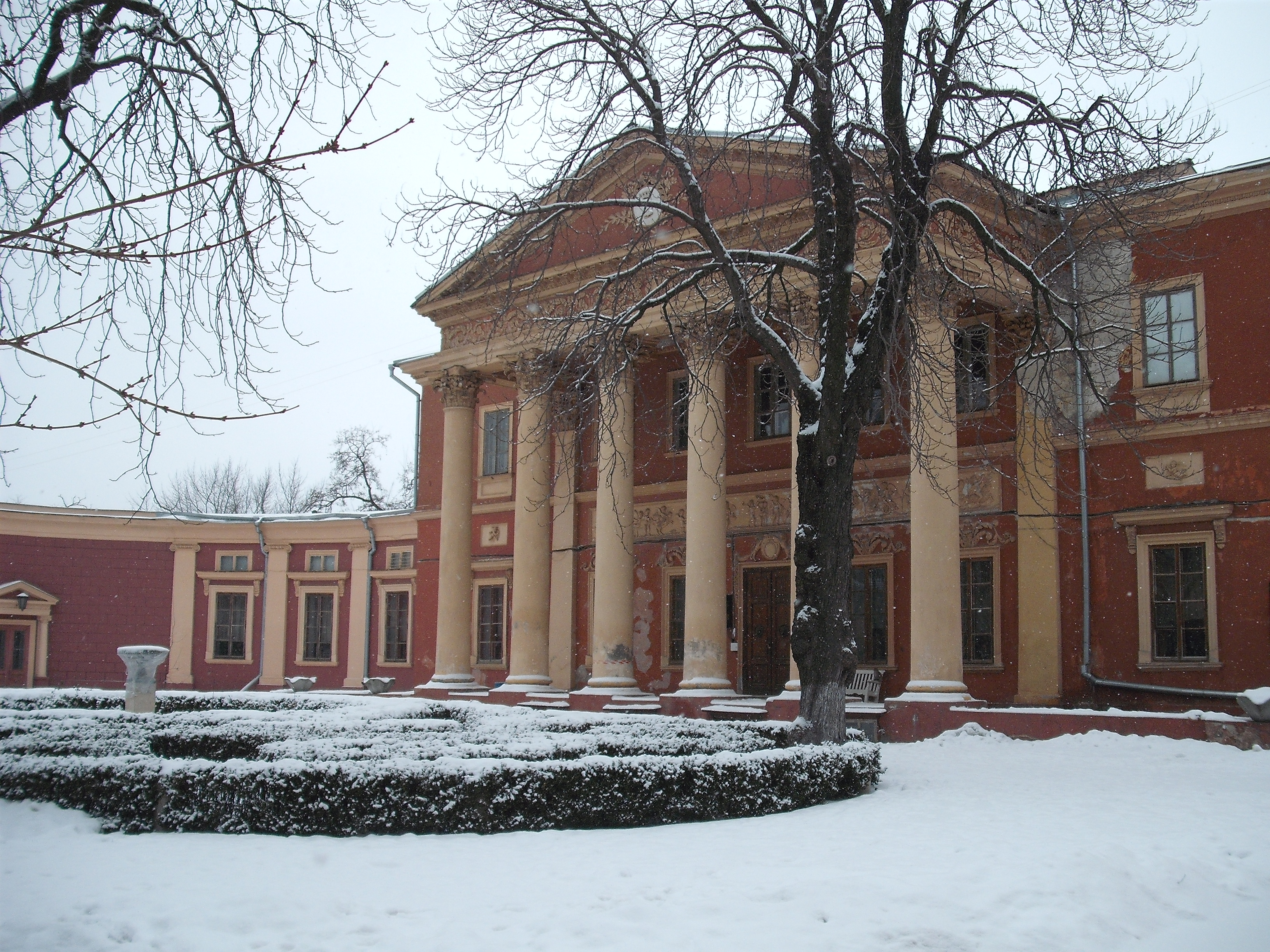
Palazzo Potocki Museo d'arte di Odessa